# Phloeopsis bioculata
Phloeopsis bioculata är en skalbaggsart som först beskrevs av Matsumura och Masaki Matsushita 1933.  Phloeopsis bioculata ingår i släktet Phloeopsis och familjen långhorningar. Inga underarter finns listade i Catalogue of Life.